# Code Napoléon

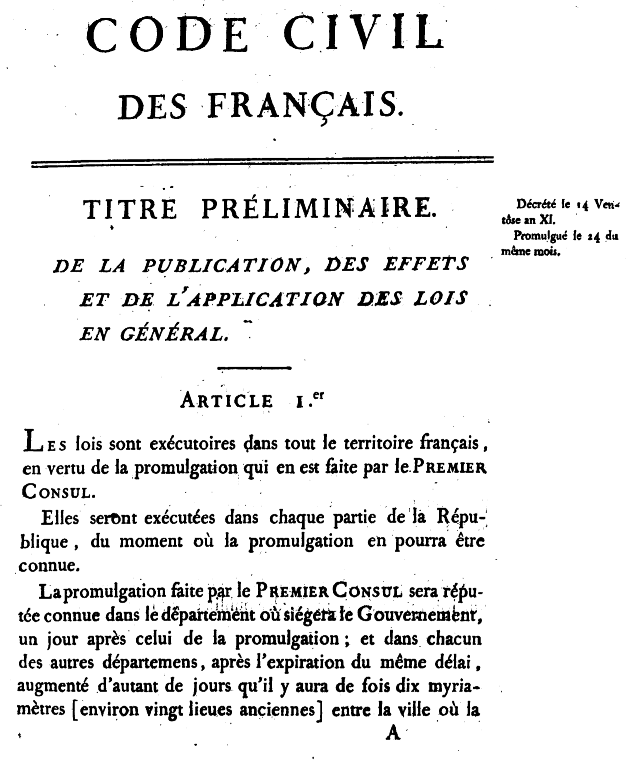
Begin van de Code Napoléon

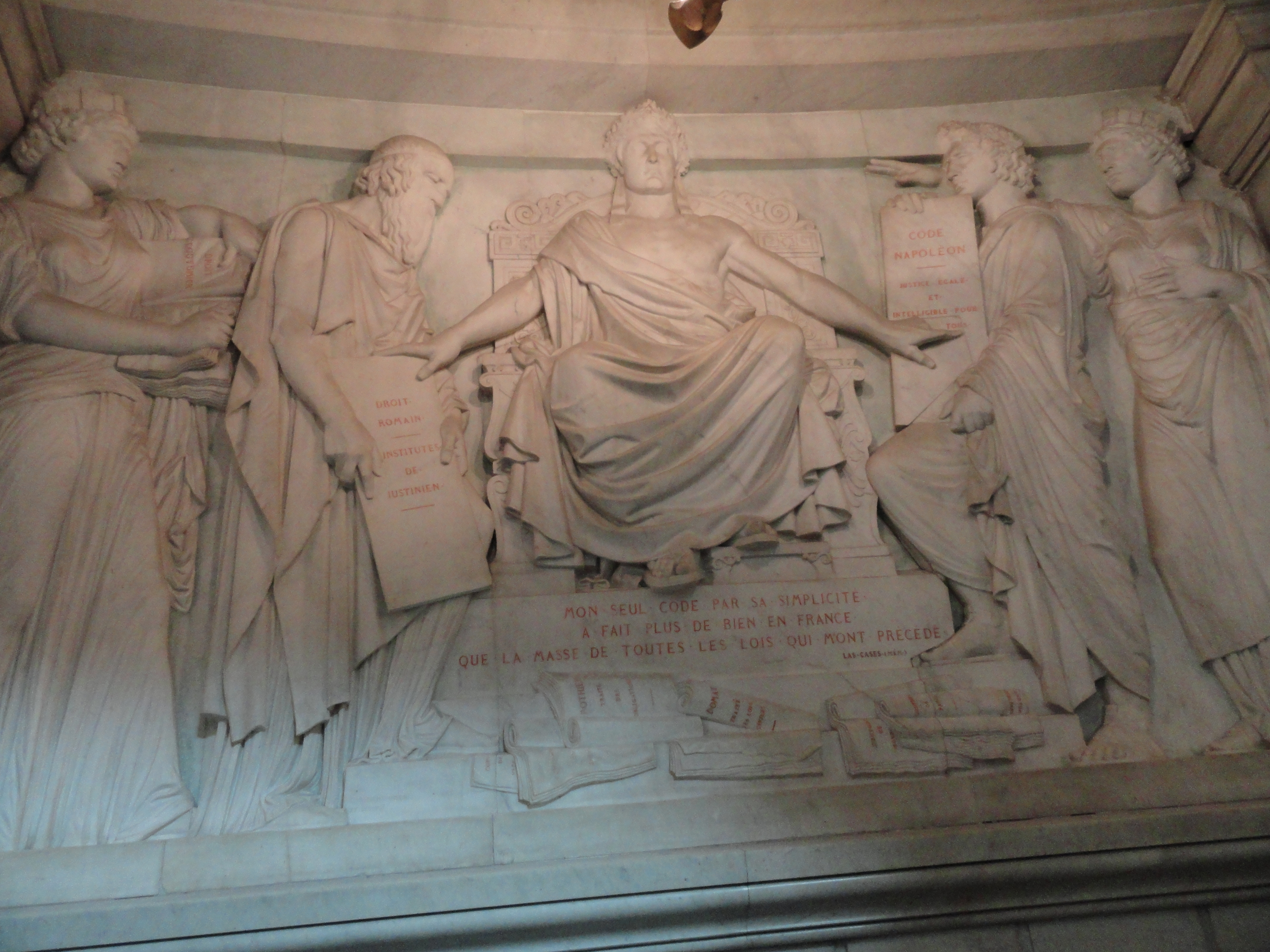
Reliëf van Pierre-Charles Simart dat Napoleon eert voor zijn Code Civil (inscriptie: "Mijn ene wetboek heeft door zijn eenvoud meer goeds gedaan in Frankrijk dan de massa van alle wetten die mij voorafgingen". Deel van de tien sculpturen waarmee Simart Napoleons prestaties eerde in de galerij rond zijn graf in het Hôtel des Invalides.

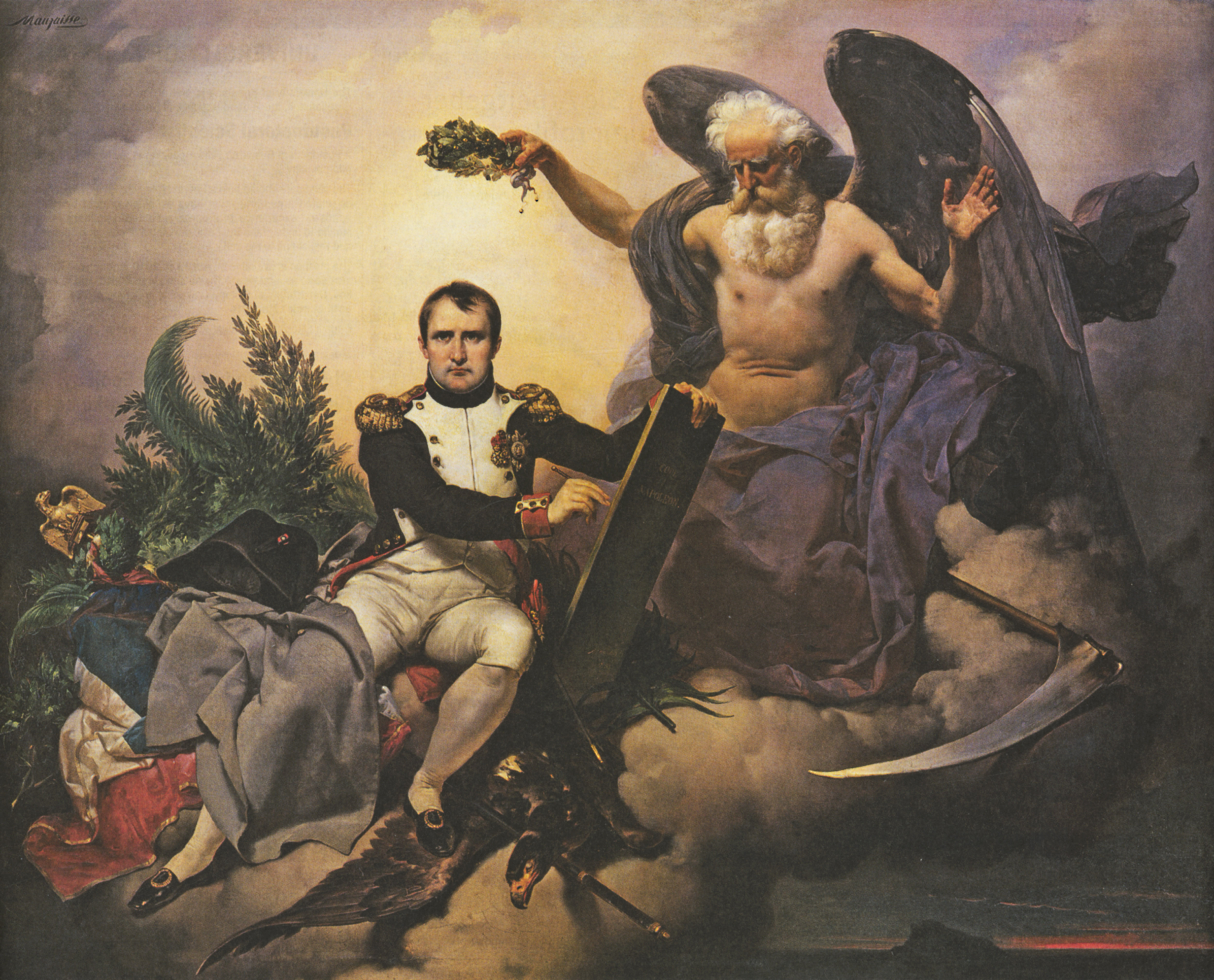
Napoleon gekroond door de Tijd schrijft het Burgerlijk Wetboek (Jean-Baptiste Mauzaisse, 1833)

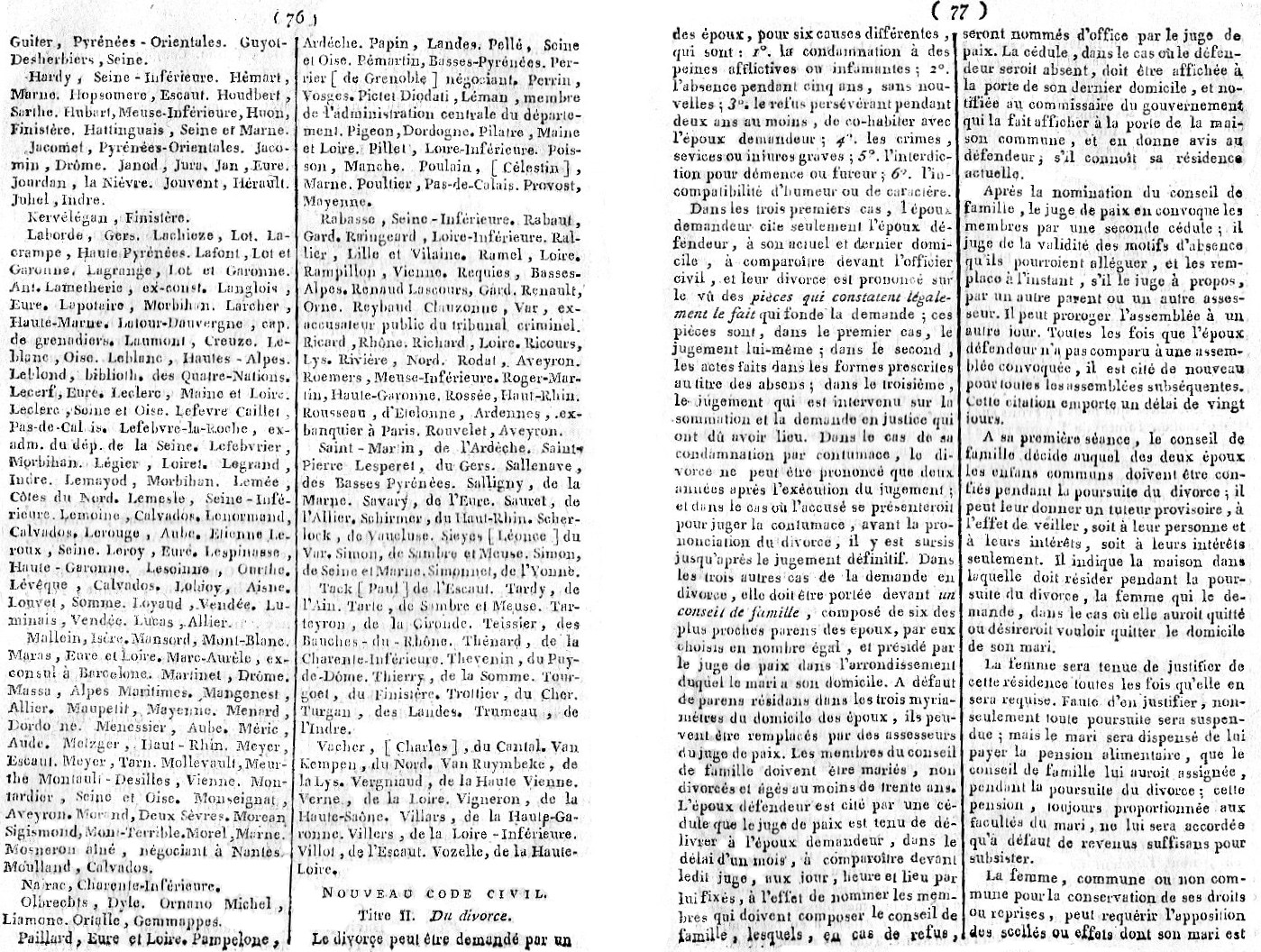
Al voor de publicatie van de Code Napoléon, werden al decreten uitgevaardigd. Hier een decreet over de burgerlijke scheidingswetten op 31 december 1799 in het Journal de Bruxelles.

De Code civil des Français, ook genaamd Code Napoléon, is het Franse burgerlijk wetboek. Het kwam tot stand onder Napoleon Bonaparte in 1804 en bleef sindsdien, ondanks grondige transformaties, in voege. Deze codificatie van het privaatrecht had ook buiten Frankrijk grote invloed. 

## Code civil

### Totstandkoming
In 1800 stelde eerste consul Napoleon Bonaparte een commissie samen van vier eminente juristen, onder wie Jean-Étienne-Marie Portalis, onder voorzitterschap van aartskanselier en medeconsul Jean-Jacques-Régis de Cambacérès om een burgerlijk wetboek voor de Fransen op te stellen. Cambacérès had reeds gedurende de Franse Revolutie driemaal een voorstel ingediend (1793, 1794 en 1796). Zij kregen van Napoleon 2,5 maand de tijd om het nieuwe wetboek op te stellen met als basis de ontwerpen van Cambacérès - die vrijwel klaar en afgewerkt waren. 
De commissie was zo samengesteld dat elk lid een specifieke competentie inbracht:
- François-Denis Tronchet, voorzitter, 73, kende het Parijse gewoonterecht dat gecodificeerd was in 1510 en als het meest complete gold.
- Félix-Julien-Jean Bigot de Préameneu, 52, was een specialist van het Bretoense gewoonterecht, met een grote rurale component.
- Jean-Étienne-Marie Portalis, 54, uit Aix-en-Provence was vertrouwd met het Romeins recht.
- Jacques de Maleville, 58, algemeen secretaris, kwam uit de Périgord waar ius commune gold beïnvloed door het noorden.

Uiteindelijk werkten de juristen vijf maanden aan het nieuwe wetboek. Het werd gedurende drie jaar intensief besproken met de Raad van State, wiens secretaris-generaal Jean Guillaume Locré grote impact had. Vervolgens werd het ontwerp ingediend bij het Tribunaat, waar het kritisch werd ontvangen door een aantal republikeinen die vonden dat het niet overeenkwam met de geest van de Revolutie. Napoleon liet het intrekken en opnieuw indienen nadat een aantal kritische verkozenen verwijderd waren (onder meer Benjamin Constant). Daarna werd de Code civil zonder problemen aangenomen. Het Corps législatif had sowieso geen recht van amendement en oefende dus weinig invloed uit. 
De Code civil nam uiteindelijk de vorm aan van 36 wetten die werden aangenomen tussen 1803 en 1804 en werden uitgevaardigd op 21 maart 1804 (30 ventôse jaar XII). Als inspiratiebron dienden onder meer Les lois civiles dans leur ordre naturel (1689) van Jean Domat, het Traité des obligations (1764) van Robert-Joseph Pothier, de Coutume de Paris (1605) en het ius commune. Het belangrijk wetshervormend werk onder Lodewijk XV, in het bijzonder de decreten van kanselier Henri François d'Aguesseau, ontwikkeld tussen 1731 en 1750, vormden een solide basis voor testamenten, schenkingen, valsheid, en substituties. Wat betreft het hypotheekrecht kon men niet volledig teruggrijpen naar het ancien régime omdat de oude wetgeving niet langer als adequaat werd ervaren (de discretie over de toestand van familiefortuinen was expliciet ingeroepen door d'Aguesseau; op 27 juni 1795 waren hypotheken totaal openbaar geworden maar de Code Napoléon verminderde opnieuw de openbaarheid).

### Napoleons rol
Napoleon was de opdrachtgever voor deze wetgeving; niet duidelijk is welke inhoudelijke rol Napoleon eventueel heeft gespeeld bij de totstandkoming ervan. Volgens de mythevorming zou Napoleon de ene na de andere slimme wet hebben toegevoegd. Anderen beweren dat Napoleon de Code slechts hier en daar wat 'bedorven' zou hebben. Er wordt onder andere beweerd dat de op Corsica geboren Napoleon de familieraad groot gezag gaf over de andere familieleden; een afspiegeling van de Corsicaanse verhoudingen. 
Het Burgerlijk Wetboek dankt zijn invloed aan Napoleon, niet omdat hij op de inhoud woog, wel omdat hij de revolutionaire wetgeving in een coherent wetboek liet verzamelen en in Europa heeft verspreid. Op sommige vlakken draaide Napoleon de klok terug; om aan zijn nieuwe adel voorrechten te geven, wijzigde hij in 1807 het Burgerlijk Wetboek (art. 896, derde lid, tersluiks gewijzigd bij de herpublicatie van het wetboek als 'Code Napoléon') en in 1808 werden Joden weer gediscrimineerd (het zgn. décret infâme). Het Burgerlijk Wetboek was op cruciale plaatsen helemaal geen gelijkmaker. Problematisch was niet alleen de positie van de vrouw, ook armen werden gediscrimineerd. Zo moest de rechter de werkgever of verhuurder op hun woord geloven over het bedrag van loon of huur (art. 1716 en 1781).
Napoleon had grote verwachtingen van 'zijn' Code civil. Geïnspireerd door de grote voorbeelden van de 18e eeuw hoopte Napoleon de nieuwe Solon van de Franse maatschappij te worden. De Code civil zou een brug moeten slaan tussen het bewind van voor de grote revolutie en het bewind na de Revolutie. 
Omdat Napoleon de opdrachtgever, en misschien ook medewerker, was van het nieuwe wetboek, werd het wetboek in Europa de Code Napoléon genoemd, een exportproduct van de napoleontische oorlogen.

### Doel
Het doel van het Wetboek was
1. dat de wet geschreven en duidelijk zou zijn en dat eenieder zijn rechten zou kennen; de wet moest dezelfde zijn voor het hele land
2. de burgerlijke staat, de burgerlijke stand en met name het huwelijk werden onttrokken aan het kerkelijk recht
3. de eigendom van onroerende goederen zonder allerlei feodale rechten

De praktijken van onder het ancien régime werden geünificeerd en aangevuld met de republikeinse principes van vrijheid en gelijkheid. Er werd ook teruggegrepen naar de traditie van het Romeins recht en het Wetboek van Justinianus, het Corpus Iuris Civilis.
De codificatie als ideaal was in Napoleons tijd al een paar eeuwen oud. Dit verlangen kwam in de eerste plaats voort uit het verlangen naar rechtseenheid, één verenigd wetboek voor één verenigd volk. Ook de behoefte aan rechtszekerheid heeft een grote rol gespeeld en wat betreft het strafrecht hangt de codificatiegedachte nauw samen met het nulla poena sine lege praevia poenali. Dit is het legaliteitsbeginsel, dat inhoudt dat iemand alleen kan worden gestraft voor iets waar op het moment dat hij of zij de misdaad beging een wet voor was.
Napoleon heeft met zijn Code civil niet voldaan aan de behoefte van het Franse volk. Achter deze codificatie was de rechtsonzekerheid nog erger dan onder het ancien régime zonder Code. Dit wordt echter in de mythevorming van Napoleon de Wetgever nog al eens weggelaten. De andere wens van het volk was de centraliserende werking van het ene Rechtsboek voor het hele land. Als men die toenemende eenwording ziet als iets positiefs, als een vooruitgang op de schilderachtige en chaotische tijd, die eraan voorafging, dan kan men zeggen dat de Code hierin goed tot uitdrukking is gekomen.

### Invoeringswet
Het Burgerlijk Wetboek werd ingevoerd door een wet die een aantal begeleidende bepalingen bevatte. Belangrijk daarin was het zevende artikel, waarin bepaald werd dat het oude recht voortaan niet meer gold, voor zover het betrekking had op materies geregeld in het nieuwe wetboek. Door die laatste beperking leefde het oude recht in beperkte mate verder.

### Naamswijzigingen
Toen het wetboek op 21 maart 1804 werd afgekondigd, gebeurde dat onder de naam Code civil des Français. Het invoeren van het majoraat in 1807 werd aangegrepen om de titel te veranderen naar Code Napoléon. Bij de Restauratie besliste koning Lodewijk XVIII om het wetboek te behouden, maar niet de "besmeurde" naam: de oorspronkelijke titel Code civil werd hersteld, tot keizer Napoleon III er in 1852 weer Code Napoléon van maakte als "hommage aan de historische waarheid". Nadien is er geen officiële hernoeming meer gekomen, maar vanaf de Derde Republiek heeft de benaming Code civil zich doorgezet.

### Wat veranderde er intussen
De bepalingen die het meest zijn veranderd, hebben betrekking op het familierecht. In 1804 was de man het gezinshoofd; bij haar huwelijk werd de vrouw onbekwaam. Kinderen geboren buiten het huwelijk hadden weinig of geen rechten. 
De al te liberale contractuele vrijheden werden ook aangepast. De moderne wetgevingen beschermen eerder zwakke partijen als werknemers en consumenten. 
De onroerende eigendom is veel meer ingeperkt door regels van ruimtelijke ordening.

### Wat is hetzelfde gebleven
De Code Napoleon is in Frankrijk en België opmerkelijk gelijk gebleven op het vlak van de algemene beginselen van het contractenrecht. De nummering van de artikelen van het Franse en het Belgische wetboek is nog voor een groot deel hetzelfde gebleven, zelfs al is de inhoud intussen vaak verschillend geworden.
In België en Frankrijk wordt de Code zelfs tot op de dag van vandaag gebruikt, maar wel sterk aangepast. In veel andere landen heeft de Code civil gediend als basis voor de wetgeving en regelt het personenrecht, het zakenrecht en het verbintenissenrecht. Dit is echter vrij logisch als je bedenkt dat Napoleon de Code als exportproduct gebruikte tijdens zijn bewind. Hij voerde de Code door in alle landen die hij veroverde. Daarmee wordt duidelijk dat Napoleon gelijk had met zijn Code civil. Toen hij op St. Helena in ballingschap was sprak hij de woorden:
Ma vraie gloire n’est pas d’avoir gagné quarante batailles. Waterloo effacera le souvenir de tant de victoires. Ce que rien n’effacera, ce qui vivra éternellement, c’est mon Code civil. (vertaling: "Mijn echte roem komt niet van het feit dat ik veertig veldslagen heb gewonnen. Waterloo zal de herinnering van zovele overwinningen uitwissen. Wat door niets zal worden uitgewist, wat eeuwig zal voortbestaan, is mijn Code civil.")

## Andere napoleontische wetboeken
In dezelfde beweging zagen een aantal andere wetboeken het licht:
- de Code de procédure civile (1806)
- de Code de commerce (1807), herziening van een wetboek uitgevaardigd onder Lodewijk XIV
- de Code d'instruction criminelle (1808), in herziening van en afsplitsing uit de Code des délits et des peines (1795)
- de Code pénal (1810), in opvolging van de Code des délits et des peines

Het nieuwe strafrecht bewaarde een aantal principes die Louis-Michel Lepeletier de Saint-Fargeau in 1791 door de Constituante had doen aannemen, met name dat het strafrecht alleen moest gaan over echte misdaden, en geen ingebeelde delicten zou bevatten, ingegeven door bijgeloof, feodalisme, fiscaal beleid of despotisme. Het nieuwe strafrecht bevatte dankzij Lepeletier geen bestraffing van godslastering, heiligschennis, hekserij of homoseksualiteit. De Code pénal van 1810 behield deze principes maar voerde wel de lijfstraffen weer in.

## Wetenswaardig
- De jurist Charles Demolombe (1804-1887), hoogleraar aan de Universiteit van Caen, schreef de 31 delen tellende Cours de Code Napoléon, een lijvig, gezaghebbend commentaar met annotaties op de Code civil. Na zijn dood werd dit werk in veel beknoptere vorm voortgezet door Louis Guillouard (1845-1925).
- Tijdens het schrijven van La Chartreuse de Parme las Stendhal, om de naturel in zijn stijl te scherpen, elke dag een paar bladzijden uit de Code civil.[6]
- Paul Valéry rekende het wetboek tot de meesterwerken van de literatuur.